# 和歌山県道136号秋月海南線
和歌山県道136号秋月海南線（わかやまけんどう136ごう あきづきかいなんせん）は、和歌山県和歌山市から海南市に至る一般県道である。

## 概要
和歌山市秋月から海南市大野中に至る。旧道は、和田川側を通る挟道。
起点から和歌山市神前までの区間は、道幅が狭い和歌山県道138号和歌山野上線の迂回路としての役割もある。和歌山市神前から和歌山市和田にかけては、市街地を通るため途中で道幅が狭くなっている。しかし市街地を抜けると再び2車線道となり、竈山神社の東側を通って南東方向へと延びている。和歌山市和田から終点（海南市の汐見峠付近を除く）にかけては、農地や民家の横を通るため所々で道が狭く、生活道路として住民が利用している。さらに、和歌山市立安原小学校の前を通るため、通学路として地元の小学生が利用している。汐見峠付近は比較的走りやすい二車線道となっている。
和歌山市秋月（秋月東側）から和歌山市和田に至る区間で4車線のバイパス道が供用済である。

### 路線データ
- 起点：和歌山県和歌山市秋月（和歌山県道138号和歌山野上線交点）
- 終点：和歌山県海南市大野中（大野中交差点、国道370号交点）
- 実延長：9.199 km

## 歴史
- 1959年（昭和34年）5月14日 - 和歌山県が一般県道として秋月海南線を認定[1]。
- 2019年（平成31年）4月2日 - 和歌山県告示第305号により、和歌山市神崎 - 同市和田に至る約1.6 kmの区間が編入される[2]。
- 2024年（令和6年）2月27日 - 和歌山県告示第185号により、和歌山市神崎 - 同市和田に至る1.86 kmの区間（現道の西に並行する旧道区間）の県道指定が解除され和歌山市道に降格（神崎吉礼線の一部および神崎冬野線の一部）[3]。

## 路線状況

### 重複区間
- 和歌山県道9号岩出海南線（海南市多田 - 海南市且来・亀川郵便局北交差点）
- 和歌山県道161号小野田内原線（海南市多田 - 海南市且来・亀川郵便局北交差点）

### 道路施設

#### 橋梁
- 春日橋（日方川、海南市）

## 地理

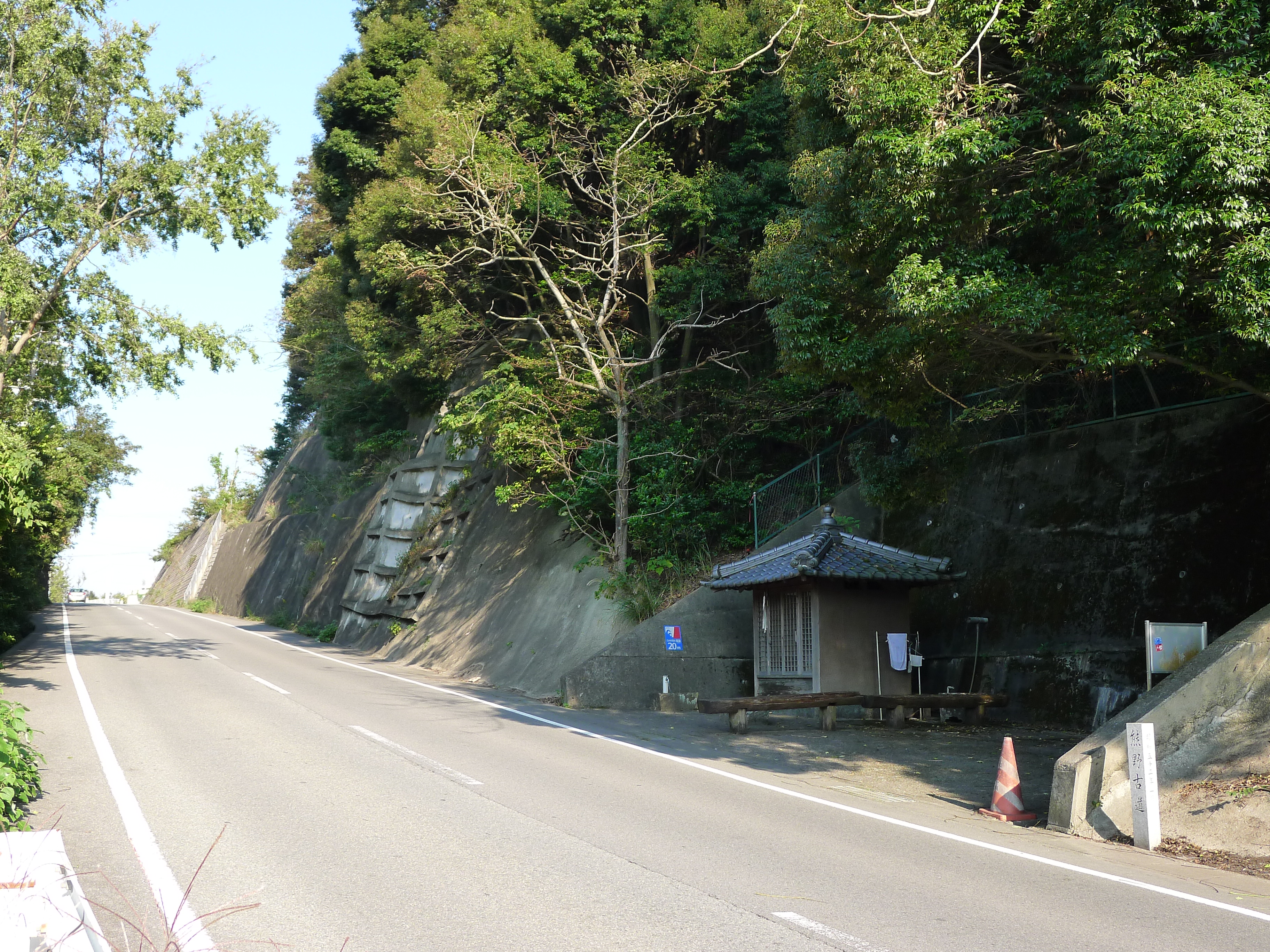
汐見峠

### 通過する自治体
- 和歌山市
- 海南市

### 交差する道路
| 交差する道路                                                                  | 市町村名 | 交差する場所   | 交差する場所        |
| ----------------------------------------------------------------------------- | -------- | -------------- | ------------------- |
| 和歌山県道138号和歌山野上線                                                   | 和歌山市 | 秋月           | 起点                |
| 和歌山県道13号和歌山橋本線                                                    | 和歌山市 | 和田           | 和田交差点          |
| 和歌山県道137号三田海南線                                                     | 和歌山市 | 和田           |                     |
| 和歌山県道9号岩出海南線 重複区間起点                                          | 海南市   | 多田           |                     |
| 和歌山県道161号小野田内原線 重複区間起点                                      | 海南市   | 多田           |                     |
| 和歌山県道9号岩出海南線 重複区間終点 和歌山県道161号小野田内原線 重複区間終点 | 海南市   | 且来（あつそ） | 亀川郵便局北交差点  |
| 和歌山県道18号海南金屋線                                                      | 海南市   | 井田           | 井田交差点          |
| 国道370号                                                                     | 海南市   | 大野中         | 大野中交差点 / 終点 |

### 沿線
- 和歌山市立日進中学校
- 和歌山電鐵貴志川線
日前宮駅 - 神前駅 - 竈山駅
- 和歌山市立安原小学校
- 亀川郵便局

### 峠
- 汐見峠（海南市）